# Cyphon pusillus
Cyphon pusillus är en skalbaggsart som beskrevs av John Lawrence LeConte. Cyphon pusillus ingår i släktet Cyphon och familjen mjukbaggar. Inga underarter finns listade i Catalogue of Life.